# الحركة الإسلامية الوطنية في أفغانستان
الحركة الإسلامية الوطنية في أفغانستان (بالدرية: جنبش ملی اسلامی افغانستان)، والتي تُسمى أحياناً ببساطة جنبش، هي حزب سياسي تركي في أفغانستان. مؤسسه هو المشير عبد الرشيد دوستم الذي أنشأه في عام 1992 مكون من بقايا مواليه من حكومة الحزب الديمقراطي الشعبي الأفغاني الشيوعية.
ويوصف بأنه "منظمة مأهولة بشدة من قبل الشيوعيين والإسلامويين السابقين"، ويعتبر علمانياً إلى حد ما ومتجه إلى اليسار. قاعدة الناخبين فيه أوزبكية في الغالب، وأقوى في ولايات جوزجان وبلخ وفارياب وسربل وسمنكان.